# Raveo
Raveo es una localidad y comune italiana de la provincia de Udine, región de Friuli-Venecia Julia, con 491 habitantes.

## Evolución demográfica
| Gráfica de evolución demográfica de Raveo entre 1861 y 2001 |
|                                                             |
| Fuente ISTAT - elaboración gráfica de Wikipedia             |